# Petersdorf (Weihenzell)

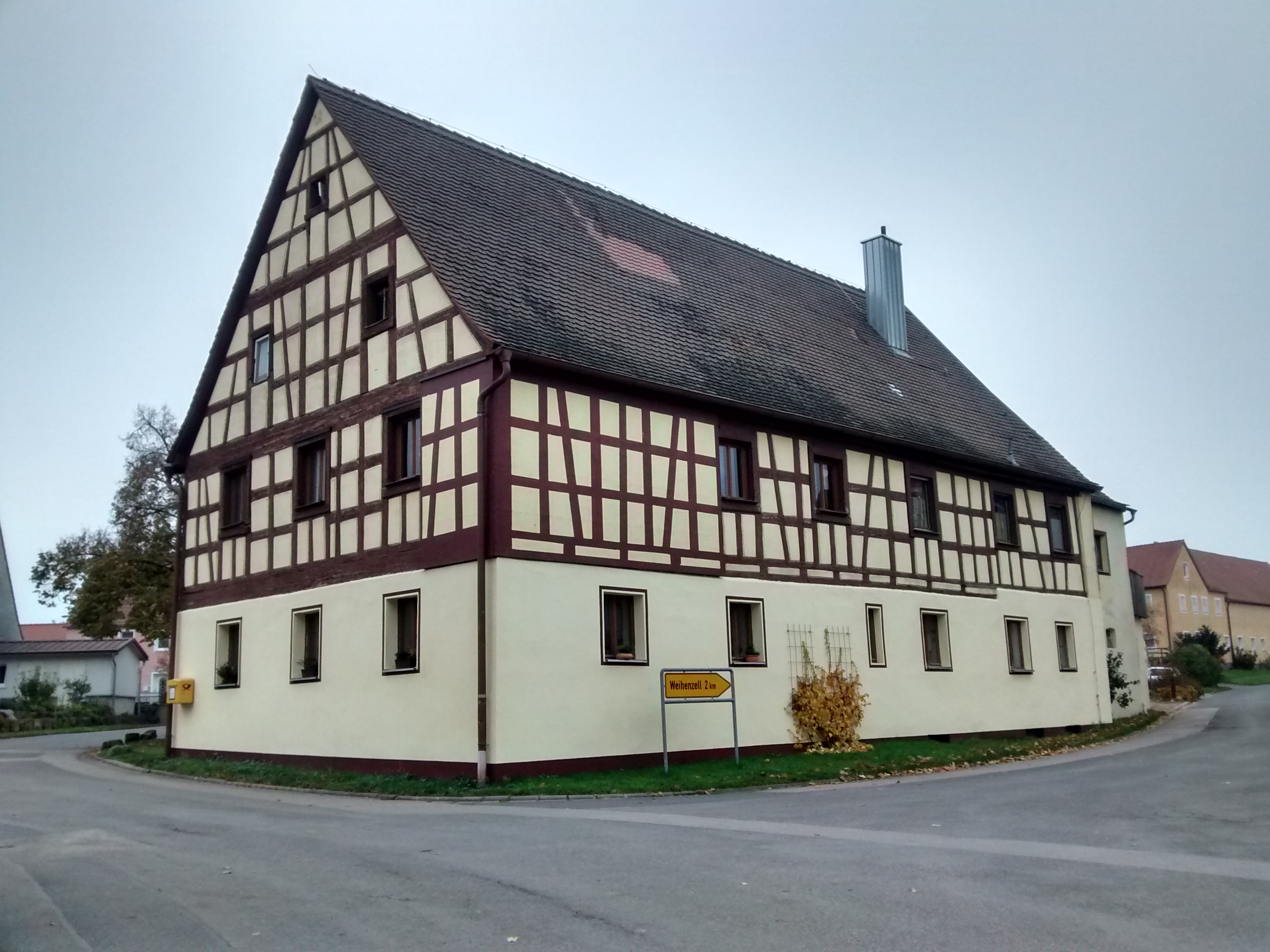
Haus-Nr. 12

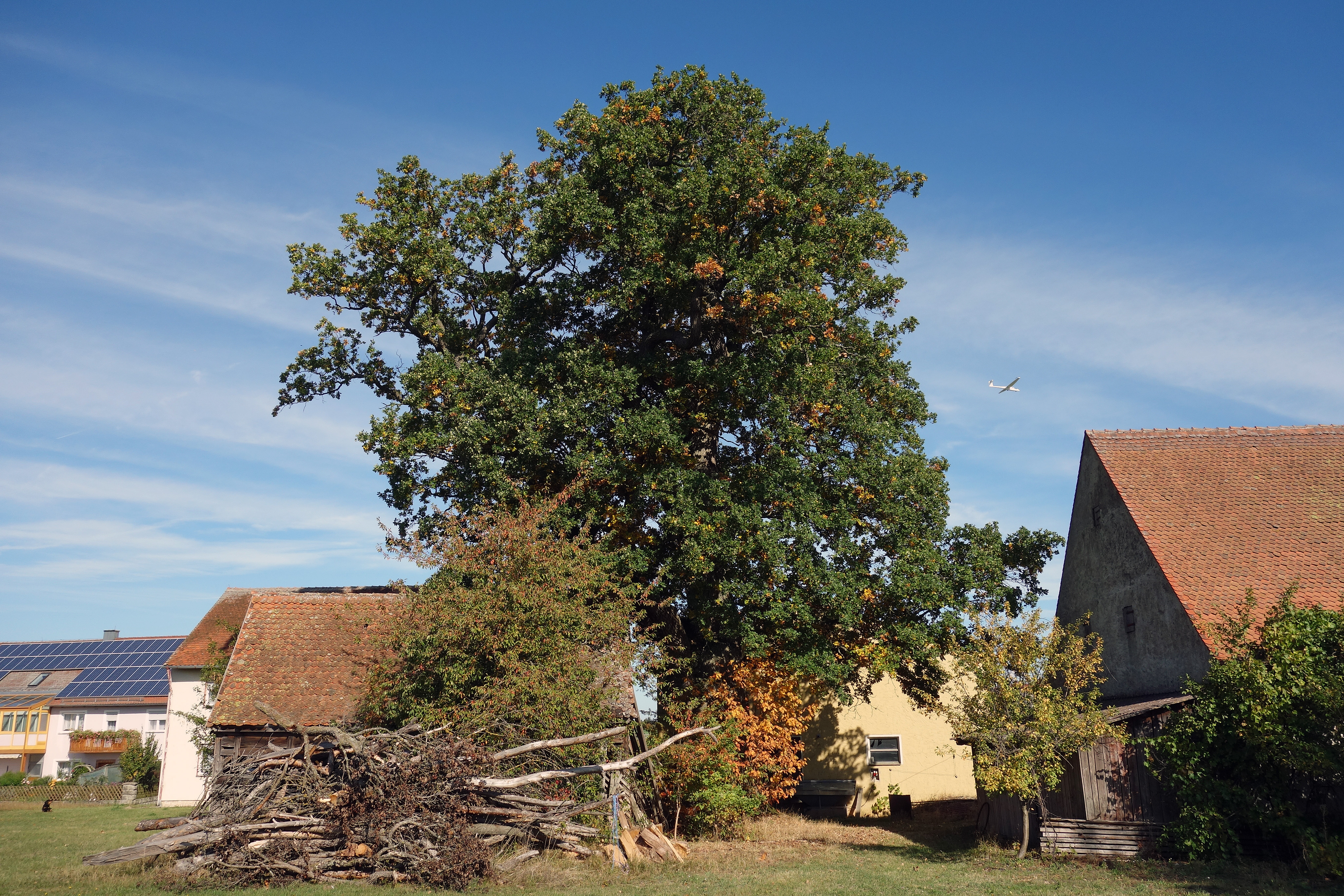
Eiche Petersdorf

Petersdorf (fränkisch: Bäjdasch-dorf) ist ein Gemeindeteil der Gemeinde Weihenzell im Landkreis Ansbach (Mittelfranken, Bayern). Petersdorf liegt in der Gemarkung Forst.

## Geografie
Unmittelbar westlich des Dorfs entspringt der Fichtleinsgraben, ein linker Zufluss des Haselbachs. Im Westen liegt die Flur Schneegrund, dahinter grenzt der Schleißwald an. Gemeindeverbindungsstraßen führen nach Weihenzell zur Kreisstraße AN 10 (1,7 km westlich), nach Kleinhabersdorf (2 km nordöstlich) und Forst (1,4 km südöstlich). In Petersdorf steht eine Eiche, die als Naturdenkmal ausgezeichnet ist.

## Geschichte
Der Ort wurde im Würzburger Lehenbuch von 1303 als „Betrichsdorf“ erstmals urkundlich erwähnt. Das Bestimmungswort des Ortsnamens ist Baturich, der Personenname des Siedlungsgründers. 1410 wurde sie als „Betersdorff“ erwähnt, 1504 schließlich als „Peterßdorff“, offensichtlich eine Umdeutung, da der Personenname zu dieser Zeit nicht mehr geläufig war. Es ist davon auszugehen, dass der Ort im 12. oder 13. Jahrhundert als Rodungsort entstanden ist.
Die Anwesen unterstanden verschiedenen Grundherren: Die nördlichen Höfe gehörten den Herren von Lohenroth, der sogenannte Sauernheimsche Hof den Nürnberger Patriziern Kreß von Kressenstein und die restlichen Höfe den Nürnberger Patriziern von Welser. Der kirchliche Zehnt musste nach Forst entrichtet werden.
Im 16-Punkte-Bericht des Oberamtes Ansbach von 1684 wurden für Petersdorf 15 Mannschaften verzeichnet. Grundherren waren das Hofkastenamt Ansbach (7 Anwesen), das Stiftsamt Ansbach (1), die Reichsstadt Nürnberg (4), der Geheime Rat Förster (2) und ein Herr Greuß (1). Außerdem gab es ein Hirtenhaus und eine Schmiede, beides kommunale Gebäude. Das Hochgericht und die Dorf- und Gemeindeherrschaft übte das brandenburg-ansbachische Hofkastenamt Ansbach aus.
Gegen Ende des 18. Jahrhunderts gab es in Petersdorf 16 Anwesen. Das Hochgericht und die Dorf- und Gemeindeherrschaft übte weiterhin das Hofkastenamt Ansbach aus. Grundherren waren das Fürstentum Ansbach (Hofkastenamt Ansbach: 1 Hof, 1 Halbhof, 1 Gut, 1 Leerhaus; Stiftsamt Ansbach: 1 Söldengut; Pfarrei Weihenzell: 1 Söldengut) und Nürnberger Eigenherren (von Welser: 2 Halbhöfe, 1 Köblergut, 2 Söldengüter; von Zeltner: 1 Hof). Neben den Anwesen gab es noch kommunale Gebäude (Schmiede, Hirtenhaus, Brechhaus). Von 1797 bis 1808 unterstand der Ort dem Justiz- und Kammeramt Ansbach.
Im Rahmen des Gemeindeedikts wurde Petersdorf dem 1808 gebildeten Steuerdistrikt Bruckberg und der 1811 gegründeten Ruralgemeinde Bruckberg zugeordnet. Am 13. August 1827 wurde sie in die neu gebildete Gemeinde Forst umgemeindet. Am 1. Juli 1971 wurde Petersdorf im Zuge der Gebietsreform in Bayern nach Weihenzell eingemeindet.
Der Ort hat einen Flugplatz für kleinere Motor- und Segelflugzeuge.

### Bau- und Naturdenkmäler
- Haus Nr. 12: Gasthaus, Fachwerkobergeschoss, bezeichnet „1812“[16]
- Stieleiche mit 8,30 Meter Umfang in Brusthöhe und 24 Meter Höhe[17]

### Einwohnerentwicklung
| Jahr      | 001818 | 001840 | 001861 | 001871 | 001885 | 001900 | 001925 | 001950 | 001961 | 001970 | 001987 | 001999 | 002011 | 002017 |
| Einwohner | 121    | 165    | 132    | 130    | 134    | 124    | 119    | 155    | 104    | 116    | 102    | 107    | 123    | 126    |
| Häuser    | 23     | 23     |        |        | 24     | 22     | 23     | 22     | 21     |        | 24     |        |        |        |
| Quelle    | [ 19 ] | [ 20 ] | [ 21 ] | [ 22 ] | [ 23 ] | [ 24 ] | [ 25 ] | [ 26 ] | [ 27 ] | [ 28 ] | [ 29 ] | [ 30 ] |        | [ 1 ]  |

## Religion
Der Ort ist seit der Reformation evangelisch-lutherisch geprägt und gehört bis heute zur Kirchengemeinde St. Stephanus (Forst), einer Filiale von St. Jakob (Weihenzell). Die Einwohner römisch-katholischer Konfession sind nach St. Bonifatius (Dietenhofen) gepfarrt.